# Gnuśni królowie
Gnuśni królowie (fr. les rois fainéants) – określenie używane w stosunku do ostatnich królów państwa frankijskiego z dynastii Merowingów. Wskutek oddolnego rozkładania się jedności państwa tracili oni powoli rzeczywistą władzę. Sprzyjała temu procesowi postępująca degeneracja dynastii: Merowingowie często nie dożywali pełnoletniości, umierając młodo.
Za lata panowania „gnuśnych królów” przyjmuje się okres od 639 do 751 roku. Otwiera go koronacja Sigeberta III, a kończy detronizacja Childeryka III. W większości królowie z tego okresu byli słabi. Domena królewska w tym czasie została znacznie ograniczona, a wszystkie prerogatywy monarchy wraz z kompetencjami wojskowymi i sądowniczymi przejęła arystokracja. Pierwszą nieudaną próbę detronizacji merowińskiego króla podjął w 656 roku Grimoald I, majordom Austrazji. Jedność państwa utrzymał Pepin z Heristalu, który od 687 roku rządził jako majordom całego królestwa Franków, dając początek dynastii nieformalnych władców państwa Franków. Od 737 roku siła majordoma Karola Młota była tak duża, że rządził pomimo bezkrólewia. W 751 dynastia Karolingów została zalegalizowana przez papieża Zachariasza. Jednocześnie tronu pozbawiony został ostatni merowiński król, Childeryk III, którego zamknięto w klasztorze. Goląc tonsurę, pozbawiono go ostatniego atrybutu króla frankijskiego, czyli długich włosów, w których według wierzeń kryła się magiczna moc.

## Niektórzy „gnuśni królowie”
- Chlodwig II (639–658)
- Sigebert III (634–656)
- Childebert (656–661)
- Chlotar III (661–662)
- Childeryk II (662–675)
- Chlodwig IV (675–676)
- Dagobert II (676–679)
- Teuderyk III (675–691)
- Chilperyk II (715–721)
- Teuderyk IV (720–737)
- Childeryk III (743–751)